# Повіт Куніґамі
Пові́т Куніґа́мі (яп. 国頭郡, くにがみぐん, МФА: [kuɲigamʲi guɴ]) — повіт в префектурі Окінава, Японія. До складу повіту входять містечка Мотобу і Кін, й села Ґінодза, Іє, Куніґамі, Накіджін, Оґімі, Онна та Хіґаші. Станом на 1 липня 2012 року його площа становила 577,02 км². Населення складало 64 524 осіб, а густота населення — 112 осіб/км².